# Торан, Жан-Луи
Жан-Луи Торан (фр. Jean-Louis Tauran; 3 апреля 1943, Бордо, Франция — 5 июля 2018, Хартфорд, США) — французский куриальный кардинал и ватиканский дипломат. Титулярный архиепископ Телепте с 1 декабря 1990 по 21 октября 2003. Секретарь по отношениям с государствами Государственного секретариата Святого Престола с 1 декабря 1990 по 7 октября 2003. Архивариус и Библиотекарь Святой Римской Церкви с 24 ноября 2003 по 25 июня 2007. Председатель Папского Совета по межрелигиозному диалогу с 25 июня 2007 по 5 июля 2018. Председатель Комиссии Римской курии по религиозным отношениям с мусульманами с 25 июня 2007 по 5 июля 2018. Камерленго Римско-католической церкви с 20 декабря 2014 по 5 июля 2018. Кардинал-дьякон с титулярной диаконией Сант-Аполлинаре-алле-Терме-Нерониане-Алессандрине с 21 октября 2003 по 12 июня 2014. Кардинал-протодьякон с 21 февраля 2011 по 12 июня 2014. Кардинал-священник с титулом церкви pro hac vice с Сант-Аполлинаре-алле-Терме-Нерониане-Алессандрине с 12 июня 2014 по 5 июля 2018.

## Биография
Родился Жан-Луи Торан 3 апреля 1943 года, в Бордо. Жан-Луи Торан учился в Папском Григорианском Университете (где он заработал лиценциат в философии и богословии, и в 1973 году свою докторантуру в каноническом праве) и Папской Церковной Академии в Риме, и Католическом Институте в Тулузе.
Он был рукоположён в священника 20 сентября 1969 года, архиепископом Морисом Мазье и служил викарием в митрополии Бордо перед поступлением на дипломатическую службу Ватикана в 1975 году. Он был секретарём нунциатур в Доминиканской республике (1975—1978 годы) и в Ливане (1979—1983 годы). Торан стал официалом Совета Общественных Дел Церкви в 1983, а затем участвовал в специальных миссиях на Гаити (1984), и в Бейруте и Дамаске (1986 год). Он был также членом ватиканской делегации на встречах Конференции по европейской безопасности и сотрудничеству, Конференции по разоружению в Стокгольме, и Культурном форуме в Будапеште и позднее в Вене.

### Секретарь по отношениям с государствами
1 декабря 1990 года Торан был назначен Секретарём по отношениям с государствами Государственного секретариата Святого Престола и титулярным архиепископом Телепте папой римским Иоанном Павлом II. Он получил свою епископскую ординацию 6 января 1991 года, в соборе Святого Петра, непосредственно от Иоанна Павла II, которому помогали титулярный архиепископ Весковьо Джованни Баттиста Ре — заместитель государственного секретаря Святого Престола по общим делам, и титулярный архиепископ Бользены Джастин Фрэнсис Ригали — секретарь Конгрегации по делам епископов. Как Секретарь Торан по существу служил министром иностранных дел Ватикана. В отношении иракского конфликта, он когда-то подчеркнул важность диалога и Организации Объединённых Наций, и сказал, что «односторонняя агрессивная война составит преступление против мира и против Женевских конвенций».

### Библиотекарь и Архивариус Святой Римской Церкви
Он был возведён в кардиналы-дьяконы с титулярной диаконией Сант-Аполлинаре-алле-Терме-Нерониане-Алессандрине Иоанном Павлом II на консистории от 21 октября 2003 года. 24 ноября того же года, он был назван Архивариусом и Библиотекарем Святой Римской Церкви, наблюдая за Ватиканским Секретным Архивом и Ватиканской Библиотекой. В конце 2003 года Торан скорбел о «второсортном» обращении с немусульманами во «многих мусульманских стран», особенно в Саудовской Аравии.
Представляя папу римского, Торан посетил в марте 2005 года посвящение нового музея Холокоста в Яд Вашеме в Иерусалиме. В тот же самый год он был одним из кардиналов-выборщиков, которые участвовали в Папском Конклаве 2005 года, который избрал папу римского Бенедикта XVI.

### Председатель Папского Совета по межрелигиозному диалогу

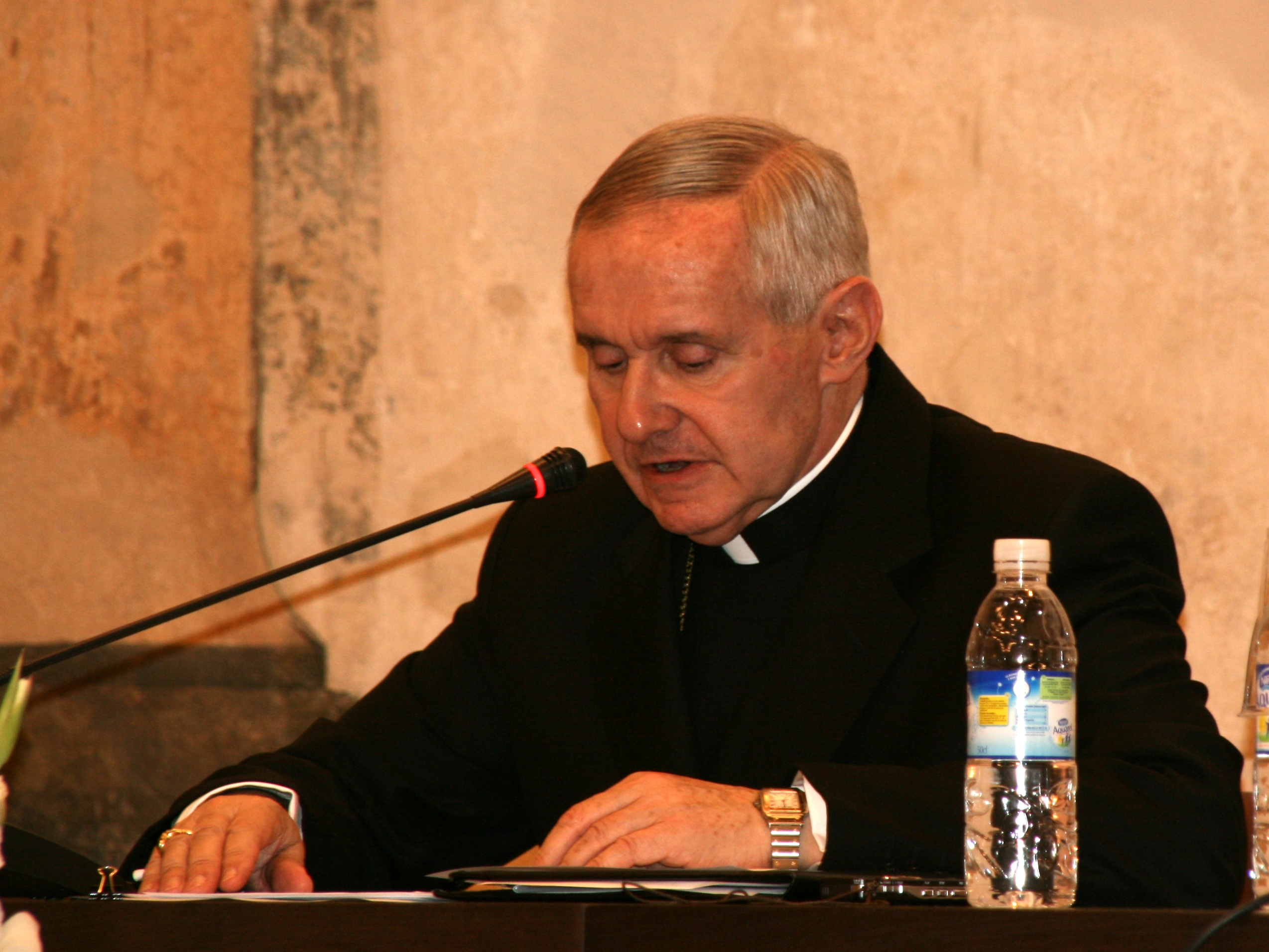
Кардинал Торан в Гранаде, в феврале 2010 года

Несмотря на наличие у кардинала болезни Паркинсона, папа римский Бенедикт XVI назначил Торана председателем Папского Совета по межрелигиозному диалогу 25 июня 2007 года. Это показывает, что болезнь не становится намного хуже для кардинала и таким образом он способен справляться с большим количеством ответственности. Кардинал полностью принял этот пост 1 сентября 2007.
Он друг англиканина доктора Джон Эндрю, бывшего ректора церкви святого Фомы в Нью-Йорке. По пятидесятой годовщины рукоположения Эндрю в конце июня 2007 года, кардинал Торан отправился в Нью-Йорк и служил как приглашенный проповедник.

## Кардинал-протодьякон
После возведения кардинала Агостино Каччавиллана в ранг кардинала-священника 21 февраля 2011 года папа римский Бенедикт XVI назначил Жана-Луи Торана кардиналом-протодьяконом, как старшего по старшинству кардинала-дьякона (в порядке возведения в Коллегию Кардиналов), чьей специальной привилегией является объявлять Habemus Papam — формулы, объявляющей об избрании нового римского понтифика. Так, именно он объявил об избрании Франциска 13 марта 2013 года.
12 июня 2014 года возведён в кардиналы-священники с титулом церкви pro hac vice Сант-Аполлинаре-алле-Терме-Нерониане-Алессандрине, тем самым покинул пост кардинала-протодьякона, который занял кардинал Ренато Раффаэле Мартино.

## Камерленго
20 декабря 2014 года Папа Франциск принял отставку кардинала Тарчизио Бертоне с поста камерленго и назначил его преемником кардинала Торана. 9 марта 2015 года кардинал Жан-Луи Торан принял присягу камерленго.

## Состояние здоровья
Кардинал Торан страдал от болезни Паркинсона. Скончался в возрасте семидесяти пяти лет 5 июля 2018 года в Хартфорде, штат Коннектикут, куда он был госпитализирован из-за болезни Паркинсона.

## Награды
- Кавалер Большого креста ордена «За заслуги перед Итальянской Республикой» (27 ноября 1992 года)[12]
- Великий офицер ордена «За заслуги перед Итальянской Республикой» (19 ноября 1988 года)[12]
- Кавалер Большого креста ордена Великого князя Литовского Гядиминаса (28 февраля 2003 года[13]
- Бальи — кавалер Большого креста Чести и Преданности для Кардиналов Святой Римской Церкви Мальтийского ордена (2006 год)[14]
- Кавалер Большого креста ордена за Заслуги перед Австрийской Республикой I класса (1999 год)
- Командор со звездой ордена Заслуг перед Республикой Польша (1 апреля 2010 года)[15]
- Орден Двойного белого креста 2 класса (Словакия, 28 октября 2002 года)[16]
- Кавалер Большого креста ордена Заслуг (Португалия, 21 декабря 1990 года)[17]